# Sanguesa
Sanguesa är ett släkte av fjärilar. Sanguesa ingår i familjen mott.
Kladogram enligt Catalogue of Life:
| Sanguesa | \| \| Sanguesa cosmiana \| \| \| \| \| \| Sanguesa dilatatana \| \| \| \| |
|          | \| \| Sanguesa cosmiana \| \| \| \| \| \| Sanguesa dilatatana \| \| \| \| |
|          | Sanguesa cosmiana                                                         |
|          |                                                                           |
|          | Sanguesa dilatatana                                                       |
|          |                                                                           |